# Ustrój polityczny Finlandii
Ustrój polityczny Finlandii – Finlandia to demokratyczna republika parlamentarno-gabinetowa, w której modelu rządów można dopatrzyć się semiprezydencjalizmu. Wyrazicielem wielopartyjnego składu politycznego parlamentu jest rząd z premierem na czele, pełniący kierowniczą rolę w państwie (jest on częścią władzy wykonawczej). Parlament fiński jest unikameralny, liczący 200 członków pochodzących z wyborów powszechnych, sprawuje on władzę ustawodawczą. Premiera desygnuje prezydent, wybierany w wyborach powszechnych na kadencję trwającą 6 lat. Prezydent jest głową państwa, Dowódcą Naczelnym sił zbrojnych i prowadzi politykę zagraniczną państwa. Obecnie prezydentem Finlandii jest Alexander Stubb, a premierem Petteri Orpo. Sądownictwo jest niezależne od egzekutywy i legislatury. Nie ma sądu konstytucyjnego, zgodność ustaw z konstytucją nie może być podważana.
W Finlandii obowiązuje konstytucja z 1 marca 2000 roku (poprzednia pochodziła z 1919 roku).

## Geneza ustroju
Historia parlamentaryzmu fińskiego rozpoczęła się w 1906 roku, kiedy to po raz pierwszy zebrała się Eduskunta. Jak na owe czasy zgromadzenie to było wyjątkowe, ponieważ jego członkowie wybierani byli w wyborach powszechnych (głosować mogły także kobiety). Gdy Finlandia była zależna od Rosji, dochodziło wielokrotnie do rozwiązywania izby (w latach 1907–1917 osiem razy).
Finlandia uzyskała niepodległość w 1917 roku. Z powodu różnych, dość odległych od siebie koncepcji ustrojowych państwa, doszło nawet do wybuchu wojny domowej w 1918 roku. Dopiero w 1919 roku zakończono prace, których celem było opracowanie projektu nowej regulacji konstytucyjnej. Do tego czasu wciąż obowiązywał Akt o formie Rządu z 1772 roku, narzucony jeszcze przez króla szwedzkiego Gustawa III.
Komisji Konstytucyjnej przewodniczył prof. Kaarlo Juho Ståhlberg. Ustaliła ona projekt konstytucji w maju 1919 roku, 21 czerwca zatwierdził go fiński parlament, a 17 lipca regent Gustaf Mannerheim złożył na projekcie swój podpis. Konstytucja nosiła oficjalnie nazwę Akt o formie rządu z 17 lipca 1919 roku. Z biegiem czasu parlament uchwalał także inne ustawy, regulujące podstawowe materie konstytucyjnego ustroju państwa, które włączane są do kanonu fińskich praw podstawowych. Były to: Akt o parlamencie z 13 stycznia 1928 r., Akt o prawie parlamentu do badania zgodności czynności urzędowych członków Rady Państwa, Kanclerza Sprawiedliwości i Parlamentarnego Ombudsmana z 25 listopada 1922 r. (inaczej nazywany Aktem o odpowiedzialności ministerialnej), Akt o Trybunale Stanu z 25 listopada 1922 r., Akt o Samorządzie Wysp Alandzkich z 28 grudnia 1951 r.
Najważniejsza zmiana w Akcie o parlamencie to poprawka z 1954 roku, przedłużająca kadencję z 3 do 4 lat. Także Akt o formie rządu był wielokrotnie nowelizowany. Jedną z najważniejszych poprawek było wprowadzenie w 1994 roku bezpośrednich powszechnych wyborów na prezydenta. Do tego czasu wybory były pośrednie, dokonywane przez Kolegium Elektorów powoływanych w wyborach powszechnych. W 1988 roku odbyły się natomiast wybory, w których przyjęto zasadę, iż prezydentem zostawał ten, kto w I turze uzyska ponad 50% głosów. Jeżeli miałby mniej, zostawałby wybrany przez Kolegium powołane podczas tych samych wyborów w głosowaniu powszechnym.
Z czasem jednak okazało się, iż nowa konstytucja jest niezbędna. Nowy, tym razem już jednolity akt uchwalono 11 czerwca 1999, a weszła ona w życie 1 marca 2000 roku.

## Konstytucja
Ustawa zasadnicza z 2000 roku przesunęła punkt ciężkości władzy z prezydenta, osłabiając jego pozycję na rzecz parlamentu. Składa się z 13 rozdziałów i 131 artykułów. Poszczególne rozdziały to:
- I. Podstawowe założenia – zawarta jest w nim m.in. definicja Finlandii jako demokratycznej republiki parlamentarnej. Deklaruje także nienaruszalność godności ludzkiej, praw jednostki i wolności, zapewnia również w społeczeństwie sprawiedliwość. Znajdują się tam też uregulowania dotyczące współpracy międzynarodowej państwa, choć brak jest uregulowań określających możliwość zrzeczenia się części kompetencji przez organy państwa na rzecz np. Unii Europejskiej. Rozdział ten określa także suwerena władzy, którym jest naród. Opisuje również strukturę zależności pomiędzy poszczególnymi organami władzy, ustanawiając w państwie trójpodział władzy.
- II. Podstawowe prawa i wolności – katalog praw i wolności obywatelskich, praktycznie powtórzona jest w tym miejscu treść Aktu o formie rządu z 1919 r. dotycząca tych kwestii, dodano tylko prawa ekonomiczne, socjalne i kulturalne. Dodatkowo zagwarantowano je wszystkim osobom przebywającym na terenie kraju, nie tylko obywatelom, jak było to uprzednio.
- III. Parlament i deputowani – określa status parlamentu, jego strukturę, sposób powoływania członków, warunki posiadania czynnego i biernego prawa wyborczego, charakter mandatów i immunitetów deputowanych. Dodatkowo uregulowano zagadnienia związane z funkcją Ombudsmana i jego zastępców.
- IV. Działalność parlamentu – mówi o przebiegu prac Eduskunty, między innymi zmniejszając liczbę czytań projektu ustawy przed jej uchwaleniem w porównaniu z uregulowaniami z Aktu o formie rządu. Wtedy były trzy czytania, obecnie tylko dwa.
- V. Prezydent Republiki i rząd – zawiera podstawowe uregulowania dotyczące stanowiska prezydenta. Wymienia w większości jego uprawnienia nie wymagające kontrasygnaty odpowiedniego ministra, reszta jego kompetencji znajduje się w ustawach zwykłych. W porównaniu z poprzednim ustrojem, rola prezydenta została ograniczona, m.in. stwierdzono, iż to parlament powołuje premiera, a prezydent nominuje tylko kandydata, który jednak bez poparcia izby nie może pełnić swojej funkcji. Po raz pierwszy zresztą pojawia się tutaj stanowisko premiera (nie uwzględnione w Akcie o formie rządu z 1919 r.), poza tym znaleźć można w rozdz. V uregulowania dotyczące formowania i pracy rządu.
- VI. Ustawodawstwo – reguluje kwestie związane z tworzeniem aktów prawnych najwyższego rzędu.
- VII. Finanse państwowe – zawiera uregulowania dotyczące ustawy budżetowej, którą rząd przedkłada do przyjęcia parlamentowi. Dodatkowo przepisy o nadzorze izby nad działalnością Narodowego Banku Finlandii i Instytucji Ubezpieczeń Społecznych.
- VIII. Stosunki międzynarodowe – rozdział ten ogranicza uprawnienia prezydenta w tej materii, w porównaniu z Aktem o formie rządu. Art. 93 mówi, iż musi on w kwestiach polityki zagranicznej współpracować z rządem. Oba te podmioty muszą uzgadniać wspólne stanowiska podczas obrad rządowej Komisji Polityki Zagranicznej i Bezpieczeństwa, które następnie muszą uzyskać akceptację parlamentu.
- IX. Wymiar sprawiedliwości – wymienienie rodzaju sądów, zakaz powoływania sądów doraźnych, uregulowania dotyczące Trybunału Stanu, statusu sędziów, prokuratury i Prokuratora Generalnego, a także prezydenckiego prawa łaski.
- X. Nadzór nad legalnością – określa nadrzędność konstytucji nad innymi aktami prawnymi, ustanawia stanowiska Ombudsmana i Kanclerza Sprawiedliwości.
- XI. Administracja państwowa i samorząd lokalny – zawiera uregulowania dotyczące jednostek terytorialnych, nadaje autonomię samorządom lokalnym (nadaje im nawet prawo do pobierania podatków), art. 120 tego rozdziału poświęcony jest natomiast specjalnemu statusowi Wysp Alandzkich.
- XII. Obrona narodowa – nakładający na każdego Fina obowiązek obrony ojczyzny poprzez powszechną służbę wojskową, określa także prezydenta jako Głównodowodzącego Sił Zbrojnych, decydującego o mobilizacji, mianującego oficerów, za zgodą parlamentu decydującego o wojnie i pokoju.
- XIII. Postanowienia końcowe – określa wejście w życie konstytucji na 1 marca 2000 roku, jednocześnie zawieszając cztery z pięciu aktów konstytucyjnych (poza Aktem o Samorządzie Wysp Alandzkich z 28 grudnia 1951 r.).

### Zmiana konstytucji
Konstytucja Finlandii jest dość „sztywna”, co oznacza, iż sposób jej zmiany jest trudniejszy niż zwykłej ustawy. Po pierwsze, parlament musi zdecydować o tym bezwzględną większością głosów. Po drugie, decyzję taką zatwierdzić musi izba następnej kadencji większością 2/3 głosów.
Jest jednak jeszcze druga metoda zmiany konstytucji. Można tego dokonać poprzez uznanie projektu za pilny. Wymagana jest jednak większość 5/6, propozycja jest wówczas rozpatrywana przez parlament tej samej kadencji. Może być przyjęta przez minimum 2/3 deputowanych.

## Parlament

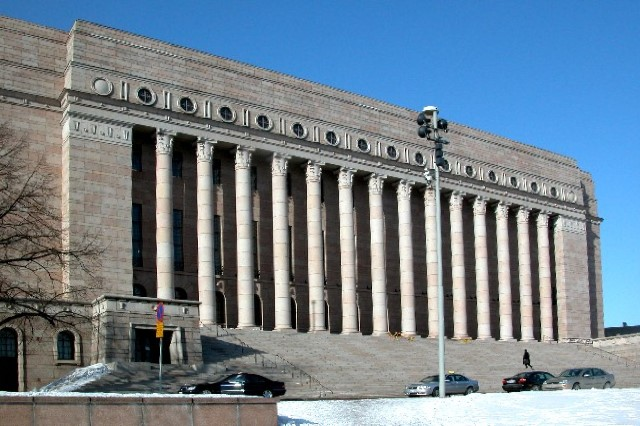
Siedziba parlamentu w Helsinkach

Parlament fiński jest unikameralny, co oznacza, iż składa się z jednej izby. W języku fińskim nosi ona nazwę Eduskunta i w jej skład wchodzi 200 posłów. Jej siedzibą jest Eduskuntatalo w Helsinkach. Parlament uchwala ustawy, przyjmuje budżet, ratyfikuje umowy międzynarodowe i sprawuje nadzór nad poczynaniami rządu (przy pomocy pociągania jego członków do odpowiedzialności politycznej).

### Wybory do parlamentu
Kadencja parlamentu wynosi 4 lata. Ordynacja wyborcza pochodzi z 1952 roku, wzbogacona jest o poprawki z lat 1958, 1960 i 1965. Posłowie wybierani są w wyborach bezpośrednich, równych, powszechnych, tajnych, za pomocą reprezentacji proporcjonalnej. Czynne prawo wyborcze posiadają wszyscy ci obywatele, którzy najpóźniej w dniu wyborów kończą 18 lat, podobnie jest z biernym prawem wyborczym. Kandydować do parlamentu nie mogą osoby na wysokich stanowiskach państwowych, tj. Kanclerz Sprawiedliwości, Sędzia Sądu Najwyższego i Najwyższego Sądu Administracyjnego, Ombudsman i Prokurator Generalny, a także wojskowi.
Wybory odbywają się w trzecią niedzielę kwietnia (od 2011 roku, wcześniej odbywały się w trzecią niedzielę marca, zaś w poprzednim porządku konstytucyjnym trwały dwa dni). Kraj podzielony jest na 16 dystryktów wyborczych, z każdego wybierana jest określona liczba posłów, której wielkość zależna jest od liczebności populacji zamieszkującej dany teren. Jeden z dystryktów jest jednomandatowy, są to Wyspy Alandzkie. Głosy oddaje się na listy, które charakteryzują się tym, że każdy kandydat posiada swoją listę. Kandydat zgłaszany jest przez grupę minimum 30 wyborców, którzy mogą także zgłosić grupę rezerwową. Grupy takie mogą przystępować do sojuszy wyborczych (tworzonych przez partie polityczne), ale tylko na terenie swojego okręgu. Kandydat nie musi zamieszkiwać w okręgu, w którym został zgłoszony. Nic nie stoi też na przeszkodzie, aby kandydował w kilku okręgach. Mandaty rozdzielane są według metody d’Hondta. Każda partia może skupić maksimum 200 kandydatów w swoich sojuszach wyborczych.
W przypadku, gdy deputowany zostanie później wybrany do Parlamentu Europejskiego, nie ma obowiązku złożenia mandatu. Zostaje on tylko zawieszony na czas zasiadania przez niego w Europarlamencie. W kraju jego obowiązki pełni zastępca.

### Praca izby
Według konstytucji, kadencja parlamentu rozpoczyna się w momencie oficjalnego potwierdzenia wyników wyborów, a kończy podczas kolejnych wyborów. Eduskunta odbywa coroczne sesje, które zaczynają się 1 lutego i trwają do następnego roku – ogłoszenia kolejnej sesji. Dzieli się ona na okres wiosenny i jesienny. Prezydent posiada prawo zwołania nadzwyczajnej sesji parlamentu. Obrady plenarne odbywają się we wtorek i w piątek, choć oczywiście mogą częściej.
Na pierwszym posiedzeniu plenarnym deputowani muszą okazać dowody tożsamości, ażeby udowodnić, iż zostali oni wybrani przez wyborców do zasiadania w izbie. Następuje także wyłonienie organów parlamentu. Najstarszy wiekiem deputowany odczytuje listę parlamentarzystów, spośród których wybierani zostają przewodniczący i jego dwóch zastępców. Tworzą oni Prezydium Parlamentu. W ciągu trzech dni od posiedzenia organizacyjnego, następuje oficjalna inauguracja, podczas której prezydent wygłasza uroczyste przemówienie.
Następnie parlament ma 7 dni na wyłonienie składów stałych komisji parlamentu. Jeżeli deputowanym nie uda się to, powołują specjalną komisję wyborczą, złożoną z 45 członków, wybieranych spośród deputowanych. Kiedy jednak i ta komisja nie podoła temu zadaniu, ostatecznym rozwiązaniem są wybory proporcjonalne. Komisje te to m.in.: Komisja Konstytucyjna, Administracji, Ustawodawcza, Spraw Zagranicznych, Finansów, Transportu i Komunikacji, Rolnictwa i Leśnictwa, Obrony, Kultury i Edukacji, Spraw Socjalnych i Zdrowia, Ekonomiczna, Pracy, Ochrony Środowiska i ds. Przeszłości. W ich skład może wejść maksymalnie 17 deputowanych (wyjątkiem jest licząca 21 członków Komisja Finansów). Parlament może wyłonić także komisje tymczasowe, w których określa liczbę członków. Każdy członek izby jest zobowiązany do zasiadania w co najmniej dwóch komisjach. Członkowie komisji wybierani są przez izbę zgodnie z parytetem partyjnym. Projekty ustaw w komisjach poddawane są dwóm czytaniom, z których pierwsze kończy się przyjęciem wstępnej decyzji. Ostatecznym owocem prac komisji jest opinia lub rekomendacja.

### Wielka Komisja
Ten specyficzny organ składa się z co najmniej 25 członków i 13 zastępców. Jego posiedzenia odbywają się raz w tygodniu. Wielka Komisja zajmuje się dokumentami przekazanymi jej przez parlament, również projektami ustaw zaakceptowanymi przez komisje stałe. Pracuje także nad kwestiami związanymi z Unią Europejską.
Skład Wielkiej Komisji odpowiada pod względem przynależności partyjnej rozkładowi liczby członków poszczególnych frakcji w Eduskuncie. Z tego powodu większość uzgodnień co do głosowań parlamentarnych ustala się na forum tego organu. Często więc mówi się, iż Wielka Komisja to tak naprawdę druga izba parlamentu fińskiego.

### Kompetencje parlamentu
Zgodnie z tradycją prawa konstytucyjnego, wyróżnia się trzy główne kompetencje Eduskunty: ustawodawczą, kontrolną i kreacyjną.

#### Kompetencja ustawodawcza
Konstytucja Finlandii w art. 70 rozdz. VI stanowi, iż prawo inicjatywy ustawodawczej ma rząd oraz deputowani. Są trzy możliwe jej formy. Można złożyć projekt legislacyjny (który staje się przedmiotem dwóch czytań), projekt ustawy budżetowej, a także petycję (której odbywa się tylko jedne czytanie).
Prace nad ustawą rozpoczynają się od wniesienia pisemnego wniosku o jej uchwalenie. Następnie ma miejsce debata wstępna na forum całej izby. Potem projekt ustawy przekazywany jest pod prace komisji, które mogą zaproponować przyjęcie go bez zmian, wprowadzenie poprawek lub też odrzucenie. Dopuszczalne są wnioski odrębne pośród członków komisji. Następnie odbywają się dwa czytania. Podczas debaty w czasie pierwszego czytania, izba może podjąć decyzję o skierowaniu projektu pod obrady Wielkiej Komisji. Podczas analizy projektu, posłowie opozycyjnych ugrupowań mają prawo zgłaszania swoich propozycji poprawek. Po co najmniej 3 dniach od pierwszego czytania, następuje drugie czytanie, podczas którego zgłaszanie poprawek jest już niemożliwe. Wówczas parlament musi przyjąć lub odrzucić projekt ustawy. Można to osiągnąć zwykłą większością głosów.
We wrześniu minister finansów zwykle przedstawia parlamentowi projekt budżetu, który przechodzi przez odmienną drogę. Po wstępnej debacie projekt ląduje w Komisji Finansów, która ma obowiązek wydać o nim raport. Podczas tylko jednego czytania można zgłaszać poprawki, ale wówczas projekt wraca do Komisji, która może je poprzeć, odrzucić albo zaproponować własne zmiany. W pierwszym przypadku budżet zostaje przyjęty na następnym posiedzeniu izby. W pozostałych dwóch izba może zgodzić się z Komisją lub przegłosować ustawę budżetową w formie przez siebie uznawaną za najlepszą.
Wszystkie ustawy przyjęte przez parlament muszą zostać podpisane przez prezydenta. Ma on na to okres długości trzech miesięcy. Jeżeli w tym czasie tego nie uczyni, lub sprzeciwi się złożeniu podpisu, ustawa wraca pod obrady izby. Przełamać prezydenckie weto można za pomocą większości bezwzględnej składu izby. Prezydent zarządza ogłoszenie ustawy w fińskim dzienniku ustaw – Suomi Laki.

#### Kompetencje kontrolne
Eduskunta urządza debaty na temat sprawozdań rządowych, raportów i przedkładanych izbie informacji, do których zobligowana jest strona rządowa. Nie podlegają one głosowaniu, ale parlament może podjąć decyzję o wyrażeniu wotum nieufności dla rządu lub pojedynczego ministra.
Innymi kompetencjami kontrolnymi jest prawo zadawania zapytań i interpelacji. Zapytania może zadać każdy deputowany poszczególnemu ministrowi, natomiast interpelacje mogą być składane przez grupę co najmniej 20 deputowanych – rząd ma 15 dni na odpowiedź, która jest przegłosowywana przez izbę. Nieprzyjęcie jej jest równoznaczne z udzieleniem wotum nieufności.
Ponadto parlament może zażądać od rządu udzielenia mu informacji, jeżeli tylko nie objęte są one klauzulą tajności. Izba rozpatruje także roczne sprawozdania z pracy rządu.

#### Kompetencje kreacyjne
Odnoszą się przede wszystkim do powoływania przez parlament najważniejszych urzędników państwowych. Chodzi tutaj głównie o premiera wskazywanego przez prezydenta, a także sędziów Sądu Najwyższego.

### System partyjny
Ważniejsze partie polityczne Finlandii: Partia Socjaldemokratyczna (Sosialidemokraattinen Puolue, SDP, ugrupowanie centrolewicowe), Partia Centrum (Keskustapuolue, Kesk, partia centrowa), Koalicja Narodowa (Kansallinen Kokoomus, Kok, partia liberalno-konserwatywna), Przymierze Lewicowe (Vasemmistoliitto, Vas, ugrupowanie lewicowe), Liga Zielonych (Vihreä Liitto, ugrupowanie ekologiczne), Chrześcijańscy Demokraci (Kristillisdemokraatit, KD, partia chadecka), Szwedzka Partia Ludowa (Svenska Folkpartiet, SFP, ugrupowanie liberalne), Prawdziwi Finowie (Perussuomalaiset, PS, ugrupowanie prawicowo-populistyczne), Dla Wysp Alandzkich i Parlamentu (För Åland i Riksdagen, stronnictwo mieszkańców Wysp Alandzkich).

## Prezydent
Pozycja prezydenta (Suomen Tasavallan Presidentti) jest mocno osłabiona w porównaniu z uregulowaniami wcześniejszej ustawy zasadniczej. Prezydent może podejmować decyzje tylko razem z rządem i na podstawie przedłożonych przez niego propozycji. Oprócz tego konstytucja wymienia tylko trzy sprawy w których prezydent może działać zupełnie samodzielnie:
- kiedy nakazuje przeprowadzenie wyborów do parlamentu,
- w przypadku użycia prezydenckiej prerogatywy prawa łaski,
- kwestie związane z Wyspami Alandzkimi.

Prezydent bierze udział w powoływaniu premiera przez parlament, a także przyjmuje rezygnacje ministrów z ich stanowisk. Ponadto prezydent jest Zwierzchnikiem Sił Zbrojnych, ale wszelkie decyzje podejmuje po uzgodnieniu ich z ministrem obrony narodowej, także mianowanie osób na najwyższe stanowiska wojskowe. Prezydent może także wydawać dekrety dotyczące wykonania ustaw, których przedmiotem jest administracja państwowa i majątek państwowy. Prezydent może rozwiązać Eduskuntę na wniosek premiera. Ponadto przewodniczy w cotygodniowych spotkaniach rządu, dotyczących przede wszystkim kwestii legislacyjnych. Prezydent i ministrowie tworzą Radę Państwa (Valtioneuvosto).
Kiedy prezydent nie może pełnić swoich funkcji, na stanowisku zastępuje go premier, a jeżeli i ten nie może pełnić obowiązków, zastępuje go zastępca premiera.

### Wybory prezydenckie
Od 1994 roku prezydent Finlandii wybierany jest w wyborach bezpośrednich. Jego kadencja trwa 6 lat. Dopuszczalna jest jedna reelekcja, co oznacza, iż liczba kadencji jest ograniczona do dwóch. Kandydat na prezydenta musi być obywatelem fińskim posiadającym czynne i bierne prawo wyborcze. Może go zgłosić partia polityczna mająca minimum jedno miejsce w Eduskuncie albo grupa wyborców licząca co najmniej 20 tys. osób. Wybory odbywają się w trzecią niedzielę stycznia, w 16 okręgach wyborczych.
W przypadku gdy jeden z kandydatów uzyska więcej niż połowę głosów, zostaje wybrany prezydentem. W przeciwnym wypadku następuje II tura (zarządzana w trzecią niedzielę po I turze). Bierze w niej udział dwóch kandydatów z najlepszymi wynikami z I tury.

Flaga prezydenta Finlandii

Tuż przed objęciem stanowiska, pierwszego dnia miesiąca następującego po miesiącu, w którym odbyły się wybory, prezydent elekt w obecności przewodniczącego Eduskunty wymawia formułę przysięgi. Musi to zrobić w języku fińskim i szwedzkim, a treść przysięgi zawarta jest w art. 56 konstytucji:
- w języku fińskim: „Minä N.N., jonka Suomen kansa on valinnut Suomen tasavallan presidentiksi, vakuutan, että minä presidentintoimessani vilpittömästi ja uskollisesti noudatan tasavallan valtiosääntöä ja lakeja sekä kaikin voimin edistän Suomen kansan menestystä”.
- w języku szwedzkim: „Jag N.N., som av Finlands folk har valts till president för republiken Finland, försäkrar att jag i utövningen av presidentämbetet redligt och troget skall följa republikens konstitution och lagar samt efter all min förmåga främja det finska folkets välfärd”.
- tłumaczenie na język polski: „Ja, N.N., którego lud Finlandii wybrał na Prezydenta Republiki Finlandii, zaręczam iż przy sprawowaniu swego urzędu Prezydenta, będę szczerze i wiernie przestrzegać konstytucji i praw Republiki oraz najlepszymi mymi zdolnościami przyczyniać się do sukcesu fińskiego ludu”.

## Rząd
Rząd w Finlandii powstaje, kiedy to prezydent nominuje na stanowisko premiera (pääministeri) osobę, którą wskaże mu parlament. Premier musi uzyskać absolutną większość głosów. W przeciwnym wypadku prawo desygnowania osoby na stanowisko premiera przechodzi na prezydenta. Jeżeli i tym razem okaże się, że nie wybrano premiera, wówczas każdy z posłów może zgłosić swojego kandydata i w tym wypadku wymagana jest tylko większość zwykła.
Ministrów w rządzie nominuje prezydent na wniosek premiera.
Zgodnie z konstytucją, rząd fiński składa się z premiera i maksymalnie 17 ministrów. Co najmniej dwóch spośród z nich musi posiadać wykształcenie prawnicze. Jest trzynaście ministerstw: Kancelaria Premiera, Ministerstwo Spraw Zagranicznych, Sprawiedliwości, Spraw Wewnętrznych, Obrony, Finansów, Edukacji, Rolnictwa i Leśnictwa, Transportu i Komunikacji, Przemysłu i Handlu, Spraw Socjalnych i Zdrowia, Pracy, Środowiska Naturalnego. Większość ministrów jest równocześnie deputowanymi.
Rząd posiada wszelkie uprawnienia, które nie są przypisane innym organom administracji państwowej. Oznacza to domniemanie kompetencji na rzecz rządu. Najważniejszą z nich jest inicjatywa ustawodawcza. To rząd dostarcza Eduskuncie największą liczbę projektów ustaw.
W momencie wyrażenia przez parlament rządowi wotum nieufności, zostaje on rozwiązany przez prezydenta. Izba może także uchwalić wotum nieufności wobec poszczególnych ministrów. Eduskunta może również, w razie niezgodności działalności członka rządu z prawem, przegłosować zwykłą większością głosów wniosek (wnoszony przez Komisję Prawa Konstytucyjnego) o pociągnięcie go do odpowiedzialności. Rozpatruje go Trybunał Stanu.

## Sądownictwo
Sądownictwo w Finlandii skonstruowane jest na zasadzie trójszczeblowości:
- sądy okręgowe – są to sądy I instancji, z przewodniczącym (Lagman) na czele. Zajmują się sprawami z zakresu prawa karnego, jak i cywilnego. Pełnią także funkcje rejestrowe w sprawach majątkowych.
- sądy apelacyjne – to instancja odwoławcza od spraw rozpatrywanych przez sądy okręgowe w I instancji. Są także sądami I instancji w sprawach ciężkich przestępstw. Sądów apelacyjnych jest sześć (znajdują się w Kouvola, Kuopio, Helsinkach, Vaasa, Rovaniemi i Turku).
- Sąd Najwyższy – jest to najwyższa instancja odwoławcza. W jego skład wchodzą: przewodniczący i 15 sędziów. Wydaje on często decyzje precedensowe, będące wskazówką dla postępowania sądów niższych szczebli w podobnych sprawach. Sąd Najwyższy wydaje również opinie w sprawach ustaw, jakie kieruje do niego prezydent przed podpisaniem takiego aktu. Sprawuje także ogólne funkcje kontrolne nad działalnością sądów znajdujących się niżej w hierarchii.

Sądownictwo administracyjne zajmuje się rozstrzyganiem skarg kierowanych przez jednostki na działalność władz. Składa się z:
- regionalne sądy administracyjne – rozpatrują głównie sprawy związane z kwestiami podatkowymi, samorządowymi, socjalnymi i zdrowotnymi.
- Najwyższy Sąd Administracyjny – instancja odwoławcza, zajmująca się także kontrolą legalności działalności najwyższych organów państwowych oraz kontrolą sądów regionalnych. Składa się z przewodniczącego i dwudziestu sędziów.

Dodatkowo jest kilka rodzajów sądów specjalnych:
- sądy ziemskie – zajmują się demarkacją i podziałem terytorialnym ziemi. Apelacje od ich rozstrzygnięć wnosi się do Sądu Najwyższego. Są cztery takie sądy.
- sądy wodne – rozpatrują sprawy związane z prawem wodnym. Instancją odwoławczą są sądy administracyjne. Istnieją takie trzy sądy.
- sąd rynkowy – zajmuje się umowami handlowymi, mogący np. zakazać nieprawidłowego sposobu reklamowania.
- sąd pracy – sprawy pomiędzy zatrudnionym a pracodawcą,
- sąd ubezpieczeń – sprawy związane z ubezpieczeniami społecznymi (np. odszkodowania i renty).

Od wyroków trzech ostatnich sądów nie ma instancji odwoławczej.
Osobnym rodzajem sądu jest Trybunał Stanu, który powołany jest dla sądzenia najwyższych urzędników państwowych (prezydenta, ministrów i premiera, Kanclerza Sprawiedliwości, sędziów Sądu Najwyższego i Najwyższego Sądu Administracyjnego) w przypadku złamania przez nich prawa w związku ze sprawowaniem urzędu. Brak natomiast oddzielnego sądu konstytucyjnego – jego rolę pełni Komisja Konstytucyjna.
Prezydent powołuje Prokuratora Generalnego, który z kolei mianuje prokuratorów lokalnych i okręgowych, których zadaniem jest decydowanie o wszczęciu postępowania na podstawie śledztwa wstępnego przeprowadzonego przez policję.

### Ombudsman i Kanclerz Sprawiedliwości
Obaj urzędnicy mianowani są przez prezydenta. Nadzorują oni legalność funkcjonowania władz i organów państwowych. W skład kompetencji Kanclerza Sprawiedliwości wchodzi głównie kontrola nad poczynaniami rządu. W skład uprawnień Ombudsmana wchodzi także rozpatrywanie spraw wnoszonych przez więźniów i poborowych.

## Samorząd terytorialny
Finlandia jest krajem unitarnym podzielonym na 6 prowincji (lääni). Na czele każdej prowincji stoi gubernator (maaherra), mianowany przez prezydenta na wniosek rządu. Jest on przewodniczącym Państwowego Biura Prowincjonalnego (lääninhallitus), zajmującego się sprawami socjalnymi, służbą zdrowia, policją, służbami ratowniczymi, zarządem dróg, administracją sądownictwa itp.
| Nr | Prowincja            | Fińska i szwedzka nazwa                | Stolica                 | Populacja (2003) | Obszar (km²) |
| -- | -------------------- | -------------------------------------- | ----------------------- | ---------------- | ------------ |
| 1. | Południowa Finlandia | Etelä-Suomen lääni Södra Finlands län  | Hämeenlinna Tavastehus  | 2 116 914        | 34 378       |
| 2. | Zachodnia Finlandia  | Länsi-Suomen lääni Västra Finlands län | Turku Åbo               | 1 848 269        | 74 185       |
| 3. | Wschodnia Finlandia  | Itä-Suomen lääni, Östra Finlands län   | Mikkeli St Michel       | 582 781          | 48 726       |
| 4. | Prowincja Oulu       | Oulun lääni Uleåborgs län              | Oulu Uleåborg           | 458 504          | 57 000       |
| 5. | Laponia              | Lapin lääni Lapplands län              | Rovaniemi               | 186 917          | 98 946       |
| 6. | Wyspy Alandzkie      | Ahvenanmaan lääni Ålands län           | Maarianhamina Mariehamn | 26 000           | 6784         |

Prowincje podzielone są na 19 regionów (maakunta), w których organami zarządzającymi są rady prowincjonalne. Regiony Finlandii:
- 1. Laponia (Lappi / Lappland)

Regiony Finlandii

- 2. Północna Ostrobothnia (Pohjois-Pohjanmaa / Norra Österbotten)
- 3. Kainuu (Kainuu / Kajanaland)
- 4. Północna Karelia (Pohjois-Karjala / Norra Karelen)
- 5. Północna Savonia (Pohjois-Savo / Norra Savolax)
- 6. Południowa Savonia (Etelä-Savo / Södra Savolax)
- 7. Południowa Ostrobothnia (Etelä-Pohjanmaa / Södra Österbotten)
- 8. Ostrobothnia (Pohjanmaa / Österbotten)
- 9. Pirkanmaa (Pirkanmaa / Birkaland)
- 10. Satakunta (Satakunta / Satakunda)
- 11. Środkowa Ostrobothnia (Keski-Pohjanmaa / Mellersta Österbotten)
- 12. Środkowa Finlandia (Keski-Suomi / Mellersta Finland)
- 13. Finland Proper (Varsinais-Suomi / Egentliga Finland)
- 14. Południowa Karelia (Etelä-Karjala / Södra Karelen)
- 15. Päijänne Tavastia (Päijät-Häme / Päijänne Tavastland)
- 16. Tavastia Proper (Kanta-Häme / Egentliga Tavastland)
- 17. Uusimaa (Uusimaa / Nyland)
- 18. Kymenlaakso (Kymenlaakso / Kymmenedalen)
- 19. Wyspy Alandzkie (Ahvenanmaa / Åland)

Regiony podzielone są na 77 podregiony (seutukunta), a one z kolei na gminy. Gminy (kunta) to samorządne jednostki terytorialne. Jest ich 452, w tym 67 miejskich, 70 półmiejskich i 315 wiejskich. Są one zróżnicowane pod względem liczby ludności, np. 22 liczą sobie poniżej 1 tys. mieszkańców, a 6 ma ich ponad 100 tys.
W każdej gminie funkcjonuje rada gminna, która mianuje zarządcę. Rada to organ prawodawczy, a zarządca – wykonawczy. W większych gminach wyłaniani są także zastępcy zarządcy. Członkowie rady, w liczbie od 17 do 85 (w zależności od wielkości gminy), wyłaniani są w wyborach powszechnych. Kadencja organów samorządowych trwa 2 lata.

### Wyspy Alandzkie
Pomimo tego, iż Finlandia jest państwem unitarnym, Wyspy Alandzkie, są szwedzkim terytorium autonomicznym wchodzącym w skład państwa fińskiego, posiadającym swój rząd i parlament, a także odrębne partie polityczne. Parlament Wysp (szw. Lagtinget) składa się z 30 członków wyłanianych w wyborach powszechnych, ma on swoich reprezentantów w Eduskuncie. Lagtinget wyłania spośród siebie rząd i premiera – Lantråd.
Wyspy Alandzkie podzielone są na trzy podregiony (ekonomisk region), składające się z 16 okręgów (kommun):
- Mariehamn,
- Wiejski (okręgi: Eckerö, Finström, Geta, Hammarland, Jomala, Lemland, Lumparland, Saltvik, Sund),
- Archipelag (okręgi: Brändö, Föglö, Kumlinge, Kökar, Sottunga, Vårdö).